# Единый день голосования 13 сентября 2020 года
В единый день голосования 13 сентября 2020 года в Российской Федерации прошли выборные кампании различного уровня по субъектам РФ, включая выборы глав 20 субъектов Федерации (18 прямых, 2 — через парламенты субъектов) и выборы депутатов законодательных органов государственной власти в 11 субъектах РФ. В регионах, где губернаторы ушли в отставку после 13 июня 2020 года, выборы пройдут в единый день голосования 2021 года.

## Дополнительные выборы в Государственную думу VII созыва
Дополнительные выборы депутатов по нижеуказанным округам состоялись в единый день голосования 13 сентября 2020 года. Необходимость дополнительных выборов в Госдуму 7-го созыва (2016—2021) обусловлена следующими обстоятельствами:
20 июня 2019 года депутат Государственной думы по Сеймскому округу Виктор Карамышев был избран главой города Курска;
21 и 23 января 2020 года депутаты Государственной думы по Лермонтовскому округу Леонид Левин и по Ярославскому округу Александр Грибов назначены заместителями руководителя аппарата правительства РФ;
7 февраля 2020 года при крушении вертолета погиб депутат от Нижнекамского округа Айрат Хайруллин.
| № | Одномандатный округ                       | Территория | Предыдущий депутат                                   | Избирателей | Явка              | Кандидаты         | Кандидаты             | Партия              | Результат | Результат |
| - | ----------------------------------------- | ---------- | ---------------------------------------------------- | ----------- | ----------------- | ----------------- | --------------------- | ------------------- | --------- | --------- |
| 1 | Сеймский № 110 ( Курская область)         |            | В. Н. Карамышев (Единая Россия) до 9 июля 2019       | 451 031     | 40,07 % (180 718) |                   | А. М. Золотарёв       | Единая Россия       | 175 796   | 60,08 %   |
| 1 | Сеймский № 110 ( Курская область)         |            | В. Н. Карамышев (Единая Россия) до 9 июля 2019       | 451 031     | 40,07 % (180 718) | А. Н. Бобовников  | КПРФ                  | 25 650              | 14,20 %   |           |
| 1 | Сеймский № 110 ( Курская область)         |            | В. Н. Карамышев (Единая Россия) до 9 июля 2019       | 451 031     | 40,07 % (180 718) | А. А. Куракин     | Справедливая Россия   | 15 727              | 8,71 %    |           |
| 1 | Сеймский № 110 ( Курская область)         |            | В. Н. Карамышев (Единая Россия) до 9 июля 2019       | 451 031     | 40,07 % (180 718) | А. Ю. Томанов     | ЛДПР                  | 14 508              | 8,03 %    |           |
| 1 | Сеймский № 110 ( Курская область)         |            | В. Н. Карамышев (Единая Россия) до 9 июля 2019       | 451 031     | 40,07 % (180 718) | А. В. Вакарев     | Коммунисты России     | 11 388              | 6,30 %    |           |
|   |                                           |            |                                                      |             |                   |                   |                       |                     |           |           |
| 2 | Лермонтовский № 147 ( Пензенская область) |            | Л. Л. Левин (Справедливая Россия) до 22 января 2020  | 535 719     | 50,1 % (268 372)  |                   | А. М. Самокутяев      | Справедливая Россия | 162 004   | 60,38 %   |
| 2 | Лермонтовский № 147 ( Пензенская область) |            | Л. Л. Левин (Справедливая Россия) до 22 января 2020  | 535 719     | 50,1 % (268 372)  | А. В. Трутнев     | КПРФ                  | 34 925              | 13,02 %   |           |
| 2 | Лермонтовский № 147 ( Пензенская область) |            | Л. Л. Левин (Справедливая Россия) до 22 января 2020  | 535 719     | 50,1 % (268 372)  | В. Ю. Сердовинцев | ЛДПР                  | 19 803              | 7,38 %    |           |
| 2 | Лермонтовский № 147 ( Пензенская область) |            | Л. Л. Левин (Справедливая Россия) до 22 января 2020  | 535 719     | 50,1 % (268 372)  | Е. В. Ворожцов    | Партия пенсионеров    | 19 626              | 7,32 %    |           |
| 2 | Лермонтовский № 147 ( Пензенская область) |            | Л. Л. Левин (Справедливая Россия) до 22 января 2020  | 535 719     | 50,1 % (268 372)  | Ф. В. Хугаева     | Коммунисты России     | 11 118              | 4,14 %    |           |
| 2 | Лермонтовский № 147 ( Пензенская область) |            | Л. Л. Левин (Справедливая Россия) до 22 января 2020  | 535 719     | 50,1 % (268 372)  | К. С. Метальников | Гражданская платформа | 10 957              | 4,08 %    |           |
|   |                                           |            |                                                      |             |                   |                   |                       |                     |           |           |
| 3 | Ярославский № 194 ( Ярославская область)  |            | А. С. Грибов (Единая Россия) до 4 февраля 2020       | 521 575     | 22,68 % (118 315) |                   | А. Н. Коваленко       | Единая Россия       | 47 562    | 40,27 %   |
| 3 | Ярославский № 194 ( Ярославская область)  |            | А. С. Грибов (Единая Россия) до 4 февраля 2020       | 521 575     | 22,68 % (118 315) | А. И. Лисицын     | Справедливая Россия   | 40 407              | 34,21 %   |           |
| 3 | Ярославский № 194 ( Ярославская область)  |            | А. С. Грибов (Единая Россия) до 4 февраля 2020       | 521 575     | 22,68 % (118 315) | Е. Д. Кузнецова   | КПРФ                  | 13 817              | 11,70 %   |           |
| 3 | Ярославский № 194 ( Ярославская область)  |            | А. С. Грибов (Единая Россия) до 4 февраля 2020       | 521 575     | 22,68 % (118 315) | О. И. Виноградов  | Яблоко                | 4578                | 3,88 %    |           |
| 3 | Ярославский № 194 ( Ярославская область)  |            | А. С. Грибов (Единая Россия) до 4 февраля 2020       | 521 575     | 22,68 % (118 315) | И. В. Лобанова    | ЛДПР                  | 4049                | 3,43 %    |           |
| 3 | Ярославский № 194 ( Ярославская область)  |            | А. С. Грибов (Единая Россия) до 4 февраля 2020       | 521 575     | 22,68 % (118 315) | В. П. Ворожцов    | Партия пенсионеров    | 2188                | 1,85 %    |           |
| 3 | Ярославский № 194 ( Ярославская область)  |            | А. С. Грибов (Единая Россия) до 4 февраля 2020       | 521 575     | 22,68 % (118 315) | О. А. Булаев      | КПСС                  | 1380                | 1,17 %    |           |
| 3 | Ярославский № 194 ( Ярославская область)  |            | А. С. Грибов (Единая Россия) до 4 февраля 2020       | 521 575     | 22,68 % (118 315) | О. Н. Ромашкова   | Коммунисты России     | 1356                | 1,15 %    |           |
|   |                                           |            |                                                      |             |                   |                   |                       |                     |           |           |
| 4 | Нижнекамский № 28 ( Татарстан)            |            | А. Н. Хайруллин (Единая Россия) до 11 февраля 2020 † | 439 169     | 86,69 % (380 713) |                   | О. В. Морозов         | Единая Россия       | 279 450   | 73,42 %   |
| 4 | Нижнекамский № 28 ( Татарстан)            |            | А. Н. Хайруллин (Единая Россия) до 11 февраля 2020 † | 439 169     | 86,69 % (380 713) | А. А. Ягудин      | КПРФ                  | 35 536              | 9,34 %    |           |
| 4 | Нижнекамский № 28 ( Татарстан)            |            | А. Н. Хайруллин (Единая Россия) до 11 февраля 2020 † | 439 169     | 86,69 % (380 713) | И. Р. Сираев      | Справедливая Россия   | 26 001              | 6,83 %    |           |
| 4 | Нижнекамский № 28 ( Татарстан)            |            | А. Н. Хайруллин (Единая Россия) до 11 февраля 2020 † | 439 169     | 86,69 % (380 713) | Н. А. Барсуков    | Коммунисты России     | 14 351              | 3,77 %    |           |
| 4 | Нижнекамский № 28 ( Татарстан)            |            | А. Н. Хайруллин (Единая Россия) до 11 февраля 2020 † | 439 169     | 86,69 % (380 713) | А. В. Колосов     | ЛДПР                  | 14 149              | 3,72 %    |           |
| 4 | Нижнекамский № 28 ( Татарстан)            |            | А. Н. Хайруллин (Единая Россия) до 11 февраля 2020 † | 439 169     | 86,69 % (380 713) | Л. М. Стражников  | КПСС                  | 8736                | 2,30 %    |           |

## Региональные выборы

### Главы субъектов федерации

#### Прямые выборы
| №  | Субъект федерации            | Выборы                       | Действующий (предыдущий) глава | врио главы                                                               | Избран           | Процент голосов | Явка    | В Совет Федерации назначен(а) |
| -- | ---------------------------- | ---------------------------- | --- | ------------------------------------------------------------------------ | ---------------- | --------------- | ------- | ----------------------------- |
| 1  | Севастополь                  | Досрочные выборы губернатора | Д. В. Овсянников 28 июля 2016 — 11 июля 2019 (досрочная отставка, срок истекал в сентябре 2022 года)                                     | М. В. Развожаев с 11 июля 2019                                           | М. В. Развожаев  | 85,72 %         | 48,28 % | Е. Б. Алтабаева               |
| 2  | Иркутская область            | Досрочные выборы губернатора | С. Г. Левченко 2 октября 2015 — 12 декабря 2019 (досрочная отставка, срок истекал в октябре 2020 года)                                   | И. И. Кобзев с 12 декабря 2019                                           | И. И. Кобзев     | 60,79 %         | 32,63 % | А. В. Чернышёв                |
| 3  | Еврейская автономная область | Выборы губернатора           | А. Б. Левинталь 25 февраля 2015 — 12 декабря 2019 (досрочная отставка, срок истекал в сентябре 2020 года)                                | Р. Э. Гольдштейн с 12 декабря 2019                                       | Р. Э. Гольдштейн | 82,5 %          | 73,02 % | Ю. К. Валяев                  |
| 4  | Пермский край                | Досрочные выборы губернатора | М. Г. Решетников 6 февраля 2017 — 21 января 2020 (досрочная отставка в связи с назначением министром, срок истекал в сентябре 2022 года) | О. В. Антипина 21 января — 6 февраля 2020 Д. Н. Махонин с 6 февраля 2020 | Д. Н. Махонин    | 75,69 %         | 35,76 % | А. А. Климов                  |
| 5  | Чувашия                      | Выборы главы                 | М. В. Игнатьев 29 августа 2010 — 29 января 2020 (досрочная отставка в связи с утратой доверия, срок истекал в сентябре 2020 года)        | О. А. Николаев с 29 января 2020                                          | О. А. Николаев   | 75,61 %         | 55,51 % | Н. В. Фёдоров                 |
| 6  | Калужская область            | Выборы губернатора           | А. Д. Артамонов 24 ноября 2000 — 13 февраля 2020 (досрочная отставка, срок истекал в сентябре 2020 года)                                 | В. В. Шапша с 13 февраля 2020                                            | В. В. Шапша      | 71,19 %         | 35,39 % | А. Д. Артамонов               |
| 7  | Архангельская область        | Выборы губернатора           | И. А. Орлов 3 февраля 2012 — 2 апреля 2020 (досрочная отставка, срок истекал в сентябре 2020 года)                                       | А. В. Цыбульский с 2 апреля 2020                                         | А. В. Цыбульский | 69,63 %         | 32,65 % | А. Н. Некрасов                |
| 8  | Республика Коми              | Досрочные выборы главы       | С. А. Гапликов 30 сентября 2015 — 2 апреля 2020 (досрочная отставка, срок истекал в сентябре 2021 года)                                  | В. В. Уйба с 2 апреля 2020                                               | В. В. Уйба       | 73,16 %         | 30,16 % | О. Н. Епифанова               |
| 9  | Камчатский край              | Досрочные выборы губернатора | В. И. Илюхин 25 февраля 2011 — 3 апреля 2020 (досрочная отставка, срок истекал в сентябре 2020 года)                                     | В. В. Солодов с 3 апреля 2020                                            | В. В. Солодов    | 80,51 %         | 37,15 % | Б. А. Невзоров                |
| 10 | Брянская область             | Выборы губернатора           | А. В. Богомаз 9 сентября 2014 — 28 сентября 2020                                                                                         | —                                                                        | А. В. Богомаз    | 71,69 %         | 50,37 % | В. Е. Деньгин                 |
| 11 | Татарстан                    | Выборы президента            | Р. Н. Минниханов 25 марта 2010 — 18 сентября 2020                                                                                        | —                                                                        | Р. Н. Минниханов | 83,27 %         | 78,78 % | Л. Р. Сафин                   |
| 12 | Краснодарский край           | Выборы губернатора           | В. И. Кондратьев 22 апреля 2015 — 22 сентября 2020                                                                                       | —                                                                        | В. И. Кондратьев | 82,97 %         | 68,63 % | А. Н. Кондратенко             |
| 13 | Ленинградская область        | Выборы губернатора           | А. Ю. Дрозденко 28 мая 2012 — 30 сентября 2020                                                                                           | —                                                                        | А. Ю. Дрозденко  | 83,61 %         | 51,52 % | С. Н. Перминов                |
| 14 | Костромская область          | Выборы губернатора           | С. К. Ситников 28 апреля 2012 — 15 октября 2020                                                                                          | —                                                                        | С. К. Ситников   | 64,65 %         | 31,98 % | Н. А. Журавлёв                |
| 15 | Смоленская область           | Выборы губернатора           | А. В. Островский 26 апреля 2012 — 28 сентября 2020                                                                                       | —                                                                        | А. В. Островский | 56,54 %         | 29,67 % | Н. Г. Куликовских             |
| 16 | Пензенская область           | Выборы губернатора           | И. А. Белозерцев 25 мая 2015 — 21 сентября 2020                                                                                          | —                                                                        | И. А. Белозерцев | 78,72 %         | 56,66 % | М. А. Львова-Белова           |
| 17 | Тамбовская область           | Выборы главы администрации   | А. В. Никитин 25 мая 2015 — 22 сентября 2020                                                                                             | —                                                                        | А. В. Никитин    | 79,30 %         | 64,60 % | А. М. Бабаков                 |
| 18 | Ростовская область           | Выборы губернатора           | В. Ю. Голубев 14 июня 2010 — 29 сентября 2020                                                                                            | —                                                                        | В. Ю. Голубев    | 65,53 %         | 42,99 % | А. В. Яцкин                   |

#### Голосование в парламенте
| №> | Субъект федерации                        | Должность  | Предыдущий глава | врио главы                      | Кандидаты                                    | Дата голосования | Результат                                           | В Совет Федерации назначен |
| -- | ---------------------------------------- | ---------- | --- | ------------------------------- | -------------------------------------------- | ---------------- | --------------------------------------------------- | -------------------------- |
| 1  | Ненецкий автономный округ                | Губернатор | А. В. Цыбульский 28 сентября 2017 — 2 апреля 2020 (досрочная отставка в связи с назначением врио губернатора Архангельской области, срок истекал в октябре 2023 года) | Ю. В. Бездудный с 2 апреля 2020 | Ю. В. Бездудный И. Н. Пинаев А. В. Смыченков | 13 сентября 2020 | Ю. В. Бездудный 14 из 16 депутатов (87,5 % голосов) | Д. В. Гусев                |
| 2  | Ханты-Мансийский автономный округ — Югра | Губернатор | Н. В. Комарова 1 марта 2010 — 13 сентября 2020 | —                               | Н. В. Комарова А. В. Савинцев М. И. Сердюк   | 13 сентября 2020 | Н. В. Комарова 29 из 38 депутатов (76 % голосов)    | Э. В. Исаков               |

### Парламенты субъектов федерации
| №  | Субъект федерации               | Выборы                            | Депутатов     | Избирательная система           | Результат | Явка    | В Совет Федерации назначен(а) |
| -- | ------------------------------- | --------------------------------- | ------------- | ------------------------------- | --------- | ------- | ----------------------------- |
| 1  | Республика Коми                 | Выборы в Государственный совет    | 30            | смешанная (15 проп. + 15 маж.)  |           | 30,14 % | Е. Б. Шумилова                |
| 2  | Белгородская область            | Выборы в областную думу           | 50            | смешанная ( 25 проп. + 25 маж.) |           | 54,48 % | Е. С. Савченко                |
| 3  | Воронежская область             | Выборы в областную думу           | 56            | смешанная (28 проп. + 28 маж.)  |           | 44,14 % | С. Н. Лукин                   |
| 4  | Калужская область               | Выборы в Законодательное собрание | 40            | смешанная (20 проп. + 20 маж.)  |           | 35,36 % | А. А. Савин                   |
| 5  | Костромская область             | Выборы в областную думу           | ▼35 (было 36) | смешанная (10 проп. + 25 маж.)  |           | 31,97 % | С. В. Калашник                |
| 6  | Курганская область              | Выборы в областную думу           | 34            | смешанная (17 проп. + 17 маж.)  |           | 31,05 % | С. Н. Муратов                 |
| 7  | Магаданская область             | Выборы в областную думу           | 21            | смешанная (11 проп. + 10 маж.)  |           | 33,17 % | С. П. Иванов                  |
| 8  | Новосибирская область           | Выборы в Законодательное собрание | 76            | смешанная (38 проп. + 38 маж.)  |           | 28,25 % | А. А. Карелин                 |
| 9  | Рязанская область               | Выборы в областную думу           | ▲40 (было 36) | смешанная (18 проп. + 18 маж.)  |           | 32,49 % | И. Н. Морозов                 |
| 10 | Челябинская область             | Выборы в Законодательное собрание | 60            | смешанная (30 проп. + 30 маж.)  |           | 33,87 % | О. В. Цепкин                  |
| 11 | Ямало-Ненецкий автономный округ | Выборы в Законодательное собрание | 22            | смешанная (11 проп. + 11 маж.)  |           | 47,11 % | Г. П. Ледков                  |

Цвета партий на диаграммах результатов
| За правду КПРФ Справедливая Россия | Зелёная альтернатива Яблоко Партия пенсионеров | Партия социальной защиты Новые люди Единая Россия | ЛДПР Родина самовыдвижение |

## Муниципальные выборы

### Главы крупных и средних городов
| № | Город                              | Выборы                                                   | Предыдущий глава                 | Избран          | Процент голосов | Явка    |
| - | ---------------------------------- | -------------------------------------------------------- | -------------------------------- | --------------- | --------------- | ------- |
| 1 | Ангарск · (Иркутская область)      | Выборы мэра Ангарского городского округа                 | С. А. Петров с 30 апреля 2015    | С. А. Петров    | 65,47 %         | 34,7 %  |
| 2 | Черногорск (Хакасия)               | Выборы главы города Черногорск                           | В. В. Белоногов с 17 января 2010 | В. В. Белоногов | 28,22 %         | 20,71 % |
| 3 | Белогорск (Амурская область)       | Выборы главы муниципального образования города Белогорск | С. Ю. Мелюков с 7 ноября 2008    | С. Ю. Мелюков   | 61,08 %         | 26,67 % |
| 4 | Краснокаменск (Забайкальский край) | Выборы главы городского поселения «Город Краснокаменск»  | Ю. А. Диденко с 24 сентября 2015 | И. Г. Мудрак    | 57,6 %          | 11,34 % |
| 5 | Черемхово (Иркутская область)      | Выборы мэра города Черемхово                             | В. А. Семёнов с 1 января 2006    | В. А. Семёнов   | 86,99 %         | 35,07 % |

### Муниципальные парламенты

#### Парламенты столиц субъектов
| №  | Муниципальное образование                                     | Выборы                                      | Депутатов     | Избирательная система          | Результат | Явка    |
| -- | ------------------------------------------------------------- | ------------------------------------------- | ------------- | ------------------------------ | --------- | ------- |
| 1  | Сыктывкар Городской округ «Сыктывкар» (Республика Коми)       | Выборы в совет                              | 30            | смешанная (15 проп. + 15 маж.) |           | 26,39 % |
| 2  | Казань Город Казань (Татарстан)                               | Выборы в городскую думу                     | 50            | смешанная (25 проп. + 25 маж.) |           | 55,44 % |
| 3  | Ижевск Город Ижевск (Удмуртия)                                | Выборы в городскую думу                     | ▼35 (было 42) | смешанная (10 проп. + 25 маж.) |           | 15,62 % |
| 4  | Чебоксары Город Чебоксары (Чувашия)                           | Выборы в городское собрание депутатов       | 43            | смешанная (22 проп. + 21 маж.) |           | 40,44 % |
| 5  | Краснодар Город Краснодар (Краснодарский край)                | Выборы в городскую думу                     | 52            | смешанная (13 проп. + 39 маж.) |           | 23,32 % |
| 6  | Астрахань Город Астрахань (Астраханская область)              | Выборы в городскую думу                     | 36            | мажоритарная                   |           | 14,2 %  |
| 7  | Владимир Город Владимир (Владимирская область)                | Выборы в совет народных депутатов           | ▼25 (было 35) | мажоритарная                   |           | 17,1 %  |
| 8  | Воронеж Городской округ город Воронеж (Воронежская область)   | Выборы в городскую думу                     | 36            | смешанная (12 проп. + 24 маж.) |           | 16,8 %  |
| 9  | Иваново Городской округ Иваново (Ивановская область)          | Выборы в городскую думу                     | 30            | смешанная (10 проп. + 20 маж.) |           | 14,71 % |
| 10 | Калуга Городской округ «Город Калуга» (Калужская область)     | Выборы в городскую думу                     | 35            | смешанная (10 проп. + 25 маж.) |           | 24,47 % |
| 11 | Кострома Городской округ город Кострома (Костромская область) | Выборы в думу                               | ▼33 (было 38) | мажоритарная                   |           | 27,01 % |
| 12 | Липецк Город Липецк (Липецкая область)                        | Выборы в городской совет депутатов          | ▼36 (было 48) | мажоритарная                   |           | 18,65 % |
| 13 | Магадан Город Магадан (Магаданская область)                   | Выборы в городскую думу                     | ▼21 (было 28) | мажоритарная                   |           | 21,1 %  |
| 14 | Нижний Новгород Город Нижний Новгород (Нижегородская область) | Выборы в городскую думу                     | ▼35 (было 47) | мажоритарная                   |           | 14,89 % |
| 15 | Новосибирск Город Новосибирск (Новосибирская область)         | Выборы в совет депутатов                    | 50            | мажоритарная                   |           | 18,43 % |
| 16 | Оренбург Город Оренбург (Оренбургская область)                | Выборы в городской совет                    | 40            | смешанная (20 проп. + 20 маж.) |           | 17,39 % |
| 17 | Орёл Город Орёл (Орловская область)                           | Выборы в городской совет народных депутатов | 38            | смешанная (10 проп. + 28 маж.) |           | 26,26 % |
| 18 | Ростов-на-Дону Город Ростов-на-Дону (Ростовская область)      | Выборы в городскую думу                     | 40            | смешанная (10 проп. + 30 маж.) |           | 24,47 % |
| 19 | Смоленск Город Смоленск (Смоленская область)                  | Выборы в городской совет                    | 30            | смешанная (10 проп. + 20 маж.) |           | 24,83 % |
| 20 | Тамбов Город Тамбов (Тамбовская область)                      | Выборы в городскую думу                     | 36            | смешанная (18 проп. + 18 маж.) |           | 32,82 % |
| 21 | Томск Город Томск (Томская область)                           | Выборы в думу                               | 37            | смешанная (10 проп. + 27 маж.) |           | 16,76 % |
| 22 | Ульяновск Город Ульяновск (Ульяновская область)               | Выборы в городскую думу                     | 40            | мажоритарная                   |           | 18,93 % |

Цвета партий на диаграммах результатов
| Коммунисты России КПРФ Справедливая Россия Яблоко | РЭП «Зелёные» Партия пенсионеров Новые люди | Партия Роста Единая Россия ЛДПР | Родина самовыдвижение вакантно |

#### Парламенты внутригородских районов
| № | Муниципальное образование                                 | Выборы                                                              | Депу- татов | Избирательная система | Результат | Результат | Явка    |
| - | --------------------------------------------------------- | ------------------------------------------------------------------- | ----------- | --- | --------- | --------- | ------- |
| 1 | Внутригородские районы Махачкалы (Дагестан)               | Выборы в собрания депутатов                                         | 79          | пропорциональная, 45 депутатов (по 15 из каждого собрания депутатов) — в Собрание депутатов городского округа «город Махачкала» |           |           | 73,99 % |
| 2 | Внутригородские районы Самары (Самарская область)         | Выборы в районные советы депутатов                                  | 210         | мажоритарная, 37 депутатов из районных советов депутатов — в Думу городского округа Самара                                      |           |           |         |
| 3 | Внутригородские муниципальные образования Москвы (Москва) | Довыборы в районные советы депутатов районов Бабушкинский и Марьино | 4           | Довыборы в советы депутатов на основе Муниципальных выборов в Москве в 2017 году                                                |           |           |         |

#### Парламенты других крупных городов
| №  | Муниципальное образование                                            | Выборы                                | Депутатов | Избирательная система | Результат                                                              | Явка |
| -- | -------------------------------------------------------------------- | ------------------------------------- | --------- | --------------------- | ---------------------------------------------------------------------- | ---- |
| 1  | Набережные Челны Город Набережные Челны (Татарстан)                  | Выборы в городской совет              |           |                       |                                                                        |      |
| 2  | Балашиха Городской округ Балашиха (Московская область)               | Выборы в совет депутатов              | 35        | мажоритарная          | ЕР — 24, КПРФ — 6, СР — 2, ЛДПР — 2, самовыдвиженец — 1                |      |
| 3  | Сочи Городской округ город-курорт Сочи (Краснодарский край)          | Выборы в городское собрание           | 50        |                       | ЕР — 37, ЛДПР — 3, СР — 1, Партия Роста — 1, самовыдвиженец — 1        |      |
| 4  | Магнитогорск Магнитогорский городской округ (Челябинская область)    | Выборы в городское собрание депутатов |           |                       |                                                                        |      |
| 5  | Подольск Городской округ Подольск (Московская область)               | Выборы в совет депутатов              | 35        |                       | ЕР -—25, КПРФ — 5, Партия Пенсионеров — 2, ЛДПР — 1, СР —1, Яблоко — 1 |      |
| 6  | Стерлитамак Городской округ город Стерлитамак (Башкортостан)         | Выборы в совет                        | 25        | мажоритарная          |                                                                        |      |
| 7  | Новороссийск Город Новороссийск (Краснодарский край)                 | Выборы в городскую думу               |           |                       |                                                                        |      |
| 8  | Нижнекамск Городское поселение город Нижнекамск (Татарстан)          | Выборы в городской совет              |           |                       |                                                                        |      |
| 9  | Шахты Город Шахты (Ростовская область)                               | Выборы в городскую думу               |           |                       |                                                                        |      |
| 10 | Дзержинск Городской округ город Дзержинск (Нижегородская область)    | Выборы в городскую думу               |           |                       |                                                                        |      |
| 11 | Орск Городской округ город Орск (Оренбургская область)               | Выборы в городской совет депутатов    | 25        |                       | ЕР — 18, КПРФ — 3, СР — 2, самовыдвиженцы — 2                          |      |
| 12 | Ангарск Ангарский городской округ (Иркутская область)                | Выборы в думу                         |           |                       |                                                                        |      |
| 13 | Армавир Муниципальное образование город Армавир (Краснодарский край) | Выборы в городскую думу               |           |                       |                                                                        |      |
| 14 | Волгодонск Город Волгодонск (Ростовская область)                     | Выборы в городскую думу               | 25        |                       |                                                                        |      |
| 15 | Новочеркасск Город Новочеркасск (Ростовская область)                 | Выборы в городскую думу               |           |                       |                                                                        |      |
| 16 | Златоуст Златоустовский городской округ (Челябинская область)        | Выборы в собрание депутатов           |           |                       |                                                                        |      |
| 17 | Альметьевск Город Альметьевск (Татарстан)                            | Выборы в городской совет              |           |                       |                                                                        |      |
| 18 | Электросталь Городской округ Электросталь (Московская область)       | Выборы в совет депутатов              |           |                       |                                                                        |      |
| 19 | Миасс Миасский городской округ (Челябинская область)                 | Выборы в собрание депутатов           |           |                       |                                                                        |      |
| 20 | Салават Городской округ город Салават (Башкортостан)                 | Выборы в совет                        | 25        | смешанная             |                                                                        |      |
| 21 | Копейск Копейский городской округ (Челябинская область)              | Выборы в собрание депутатов           |           |                       |                                                                        |      |
| 22 | Березники Березниковский городской округ (Пермский край)             | Выборы в городскую думу               |           |                       |                                                                        |      |
| 23 | Нефтекамск Городской округ город Нефтекамск (Башкортостан)           | Выборы в совет                        |           |                       |                                                                        |      |
| 24 | Новочебоксарск Город Новочебоксарск (Чувашия)                        | Выборы в городское собрание депутатов |           |                       |                                                                        |      |
| 25 | Каспийск Город Каспийск (Дагестан)                                   | Выборы в собрание депутатов           |           |                       |                                                                        |      |
| 26 | Новый Уренгой Город Новый Уренгой (Ямало-Ненецкий автономный округ)  | Выборы в городскую думу               |           |                       |                                                                        |      |
| 27 | Обнинск Город Обнинск (Калужская область)                            | Выборы в городское собрание           |           |                       |                                                                        |      |
| 28 | Октябрьский Городской округ город Октябрьский (Башкортостан)         | Выборы в совет                        | 25        | смешанная             |                                                                        |      |
| 29 | Ессентуки Город-курорт Ессентуки (Ставропольский край)               | Выборы в думу                         |           |                       |                                                                        |      |
| 30 | Северск Городской округ «ЗАТО Северск» (Томская область)             | Выборы в думу                         |           |                       |                                                                        |      |
| 31 | Ачинск Город Ачинск (Красноярский край)                              | Выборы в городской совет депутатов    |           |                       |                                                                        |      |
| 32 | Арзамас Город Арзамас (Нижегородская область)                        | Выборы в городскую думу               |           |                       |                                                                        |      |
| 33 | Зеленодольск Город Зеленодольск (Татарстан)                          | Выборы в совет                        |           |                       |                                                                        |      |

Помимо этого, городские парламенты были избраны в следующих городах с населением свыше 50 тысяч жителей:
- Анапа
- Белебей
- Бор (Нижегородская область)
- Бугульма
- Будённовск (c районом)
- Бузулук
- Буйнакск
- Воркута
- Воткинск
- Вязьма
- Глазов
- Гудермес
- Гуково
- Дмитров
- Елабуга
- Железногорск (Красноярский край)
- Жигулёвск
- Ишим
- Ишимбай
- Каменск-Шахтинский
- Канск
- Кинешма
- Кузнецк
- Кумертау
- Лениногорск
- Лесосибирск
- Лиски
- Лыткарино
- Мелеуз
- Минеральные Воды
- Мичуринск
- Новотроицк
- Озёрск (Челябинская область)
- Павлово (с районом)
- Россошь
- Сарапул
- Саров
- Североморск
- Сибай
- Снежинск
- Сунжа
- Тобольск
- Троицк (Челябинская область)
- Туймазы
- Ухта
- Фрязино
- Чапаевск
- Черемхово
- Чистополь
- Шадринск
- Шуя

## Карта

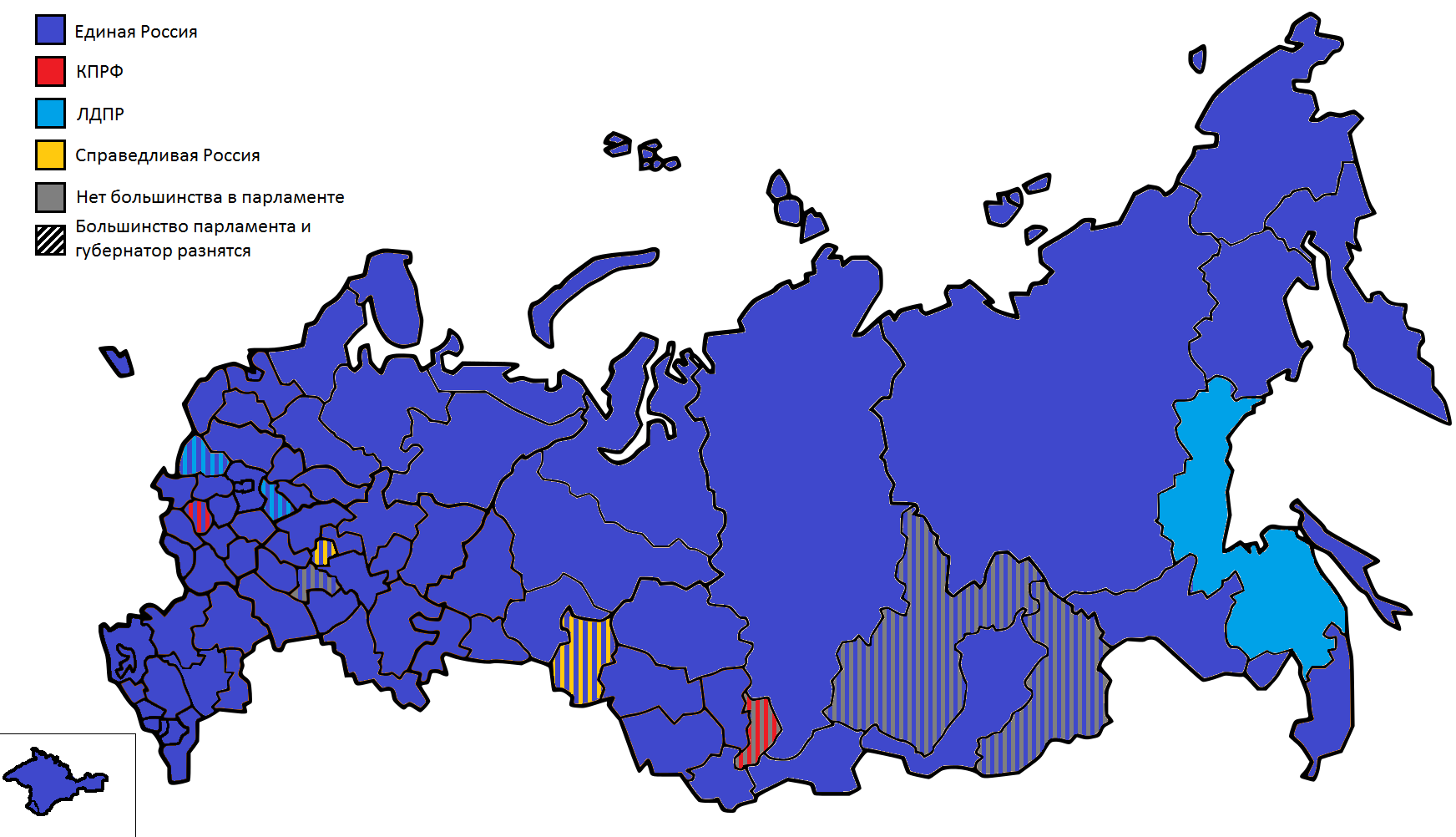
Карта партийной принадлежности губернаторов и партий с большинством в региональных парламентах после выборов в сентябре 2020 года.

## Общие результаты выборов
| №  | Партия                                           | Лидеры субъектов | Региональные депутаты | Депутаты столиц | Муниципальные районы и городские округа | Городские и сельские поселения | Замещено мест | Разница с ЕДГ 2015 |
| -- | ------------------------------------------------ | ---------------- | --------------------- | --------------- | --------------------------------------- | ------------------------------ | ------------- | ------------------ |
| 1  | Единая Россия                                    | 12               | 380                   | 593             | 9239                                    | 49 386                         | 59 610        | ▼11 042            |
| 2  | КПРФ                                             |                  | 41                    | 71              | 793                                     | 2284                           | 3189          | ▼115               |
| 3  | Справедливая Россия                              |                  | 24                    | 40              | 443                                     | 1535                           | 2042          | ▲470               |
| 4  | ЛДПР                                             | 1                | 27                    | 30              | 478                                     | 1285                           | 1821          | ▲583               |
| 5  | Партия Роста                                     |                  |                       | 3               | 47                                      | 232                            | 282           | ▲154               |
| 6  | Коммунисты России                                |                  |                       | 3               | 11                                      | 173                            | 187           | ▲138               |
| 7  | Партия пенсионеров                               |                  | 9                     | 7               | 37                                      | 107                            | 160           | ▲85                |
| 8  | Татарстан — новый век                            |                  |                       |                 |                                         | 146                            | 146           | ▲146               |
| 9  | Патриоты России                                  |                  |                       |                 | 46                                      | 78                             | 124           | ▼155               |
| 10 | Родина                                           |                  | 3                     | 30              | 22                                      | 25                             | 80            | ▼233               |
| 11 | Яблоко                                           |                  | 1                     | 5               | 7                                       | 34                             | 47            | ▲17                |
| 12 | Зелёные                                          |                  |                       | 1               | 29                                      | 10                             | 40            | ▲39                |
| 13 | Партия дела                                      |                  |                       |                 | 1                                       | 27                             | 28            | ▲18                |
| 14 | Гражданская платформа                            |                  |                       |                 | 6                                       | 5                              | 11            | ▲5                 |
| 15 | Новые люди                                       |                  | 7                     | 3               |                                         | 1                              | 11            | ▲11                |
| 16 | За правду                                        |                  | 1                     |                 | 2                                       | 3                              | 6             | ▲6                 |
| 17 | КПСС                                             |                  |                       |                 |                                         | 6                              | 6             | ▲5                 |
| 18 | Казачья партия                                   |                  |                       |                 | 3                                       | 2                              | 5             | ▼16                |
| 19 | Возрождение России                               |                  |                       |                 | 1                                       | 3                              | 4             | ▼20                |
| 20 | Молодая Гвардия Единой России                    |                  |                       |                 |                                         | 4                              | 4             | ▲4                 |
| 21 | Партия социальной защиты                         |                  | 2                     |                 |                                         | 1                              | 3             | ▲3                 |
| 22 | Всероссийская общественная организация ветеранов |                  |                       |                 |                                         | 2                              | 2             | ▲2                 |
| 23 | Гражданская сила                                 |                  |                       |                 | 2                                       |                                | 2             | ▲2                 |
| 24 | Зелёная альтернатива                             |                  | 2                     |                 |                                         |                                | 2             | ▲2                 |
| 25 | Другие партии                                    |                  |                       |                 |                                         |                                | 0             | ▼214               |
| 26 | Самовыдвиженцы                                   | 5                | 5                     | 48              | 1256                                    | 8944                           | 10 258        | ▼3265              |
|    | Общий счёт                                       | 18               | 502                   | 834             | 12 423                                  | 64 293                         | 78 070        | ▼13 370            |